# Piruz Nahavandi
Piruz Nahavandi o Pirouz Nahawandi (in persiano پیروز نهاوندی‎, Pīruz Nahāvandī o in persiano فیروز نهاوندی‎ Fīruz Nahāvandī, noto anche come Abū Lu'lu'ah ( in arabo أَبُو لُؤْلُؤَةَ‎?, Abū Luʾluʾah) (Nahavand 600 circa – Medina, 31 ottobre 644) è stato un militare persiano sasanide che prestò servizio sotto il comandante in capo dell'esercito sasanide Rostam Farrokhzad, ma fu catturato nella battaglia di al-Qādisiyyah (o battaglia di Nahavand) nel 636 quando i sasanidi furono sconfitti dall'esercito musulmano di Umar ibn al-Khattab sulla riva occidentale del fiume Eufrate.
Dopo essere stato portato in Arabia come schiavo, riuscì ad assassinare Umar nell'anno Hijri 23 (644–645). Nahavandi viene indicato anche come esperto fabbro e carpentiere. Il suo nome indica che era originario dell'antica città di Nahavand, una città dell'Iran.

## Trasferito a Medina
Dopo la sua cattura, Piruz fu dato come schiavo ad al-Mughira ibn Shu'ba. Oltre alle sue capacità militari, Piruz era apparentemente un abile falegname e artigiano. Secondo una fonte, partecipò alla progettazione di un mulino a vento ad asse verticale. Il suo padrone gli permise di vivere nella sua stessa casa nella capitale islamica di Medina (anche se secondo Ibn Sa'd, Mughira ibn Shu'ba, il suo padrone, che era anche il governatore di Bassora, aveva scritto a 'Umar da Kufa e poi 'Umar aveva dato a Mughira il permesso speciale di inviare Pirūz a Medina, dal momento che ai prigionieri non era permesso di vivere a Medina).
Secondo un hadith del sunnita Sahih Bukhari, che racconta in dettaglio l'assassinio e gli ultimi giorni di Umar, il compagno Amr ibn Maymun descrisse Nahavandi come un "infedele non arabo". Nello stesso hadith, Umar descrive Nahavandi come un non musulmano: "Tutte le lodi sono per Allah che non mi ha fatto morire per mano di un uomo che afferma di essere musulmano". Al-Tabari descrisse Nahavandi come un cristiano. Nahavandi è indicato con l'epiteto al-Majusi, che indica credenze zoroastriane; tuttavia, questo è probabilmente un uso dispregiativo a causa del suo assassinio di Umar.

## Assassinio di Umar e morte

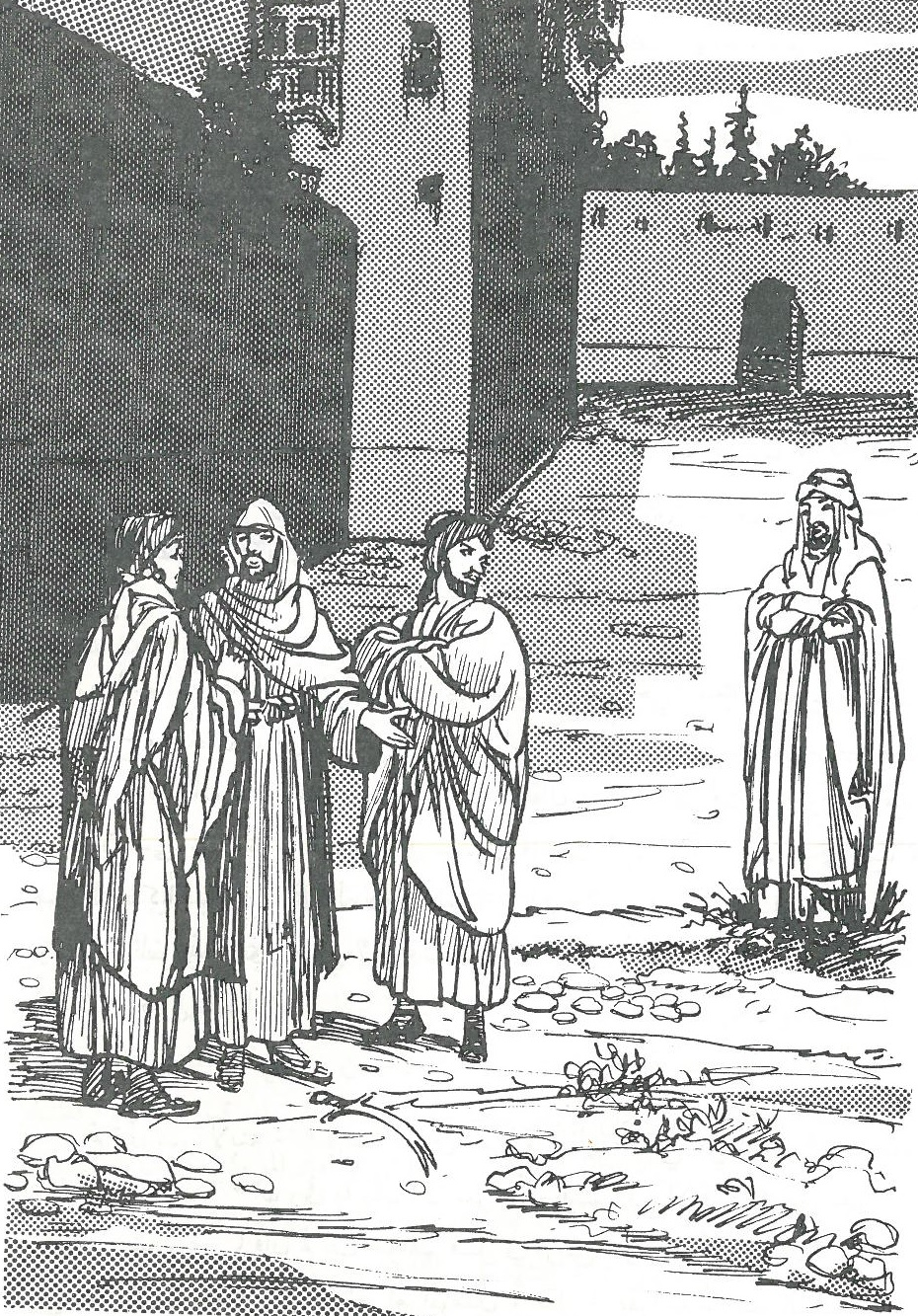
Raffigurazione: Abdul-Rahman ibn Abi Bakr è testimone di un gruppo di persiani in conversazione. Tra questi ci sono Hormuzan e Abū Luʾluʾah. Si noti una spada a terra.

Il motivo per il quale Nahavandi uccise Umar è stato segnalato come il rifiuto di quest'ultimo di accettare la sua richiesta, fatta da Al-Mughira, affinché fosse tassato meno dei due dirham al giorno che stava pagando. In risposta al rifiuto, Nahavandi rispose a Umar con una minaccia.
Secondo la tradizione sunnita il giorno successivo, nell'anno Hijri 23, mentre Umar aveva appena iniziato a condurre la preghiera del Fajr (alba) nella moschea Al-Masjid an-Nabawi, Pirouz nascose il pugnale sotto la sua veste, e si appartò in un angolo della moschea. Poco dopo che Umar ebbe iniziato la preghiera, Pirūz saltò su di lui e lo pugnalò sei volte (solo tre volte, secondo Ibn Sa'd), cinque volte nello stomaco e una volta nell'ombelico, il che si rivelò fatale giorni dopo. Dopo aver attaccato Umar, Nahavandi pugnalò più persone, che stavano cercando di fermarlo, uccidendone sei o nove mentre cercava di fuggire. Messo alle strette, Nahavandi si suicidò.
La tradizione sciita sostiene che Nahavandi uccise solo Umar e in seguito all'assassinio Ali gli fornì supporto e consulenza e, attraverso un miracolo, lo trasportò a Kashan, dove visse in sicurezza il resto dei suoi giorni tra i compagni sciiti.

## Tomba

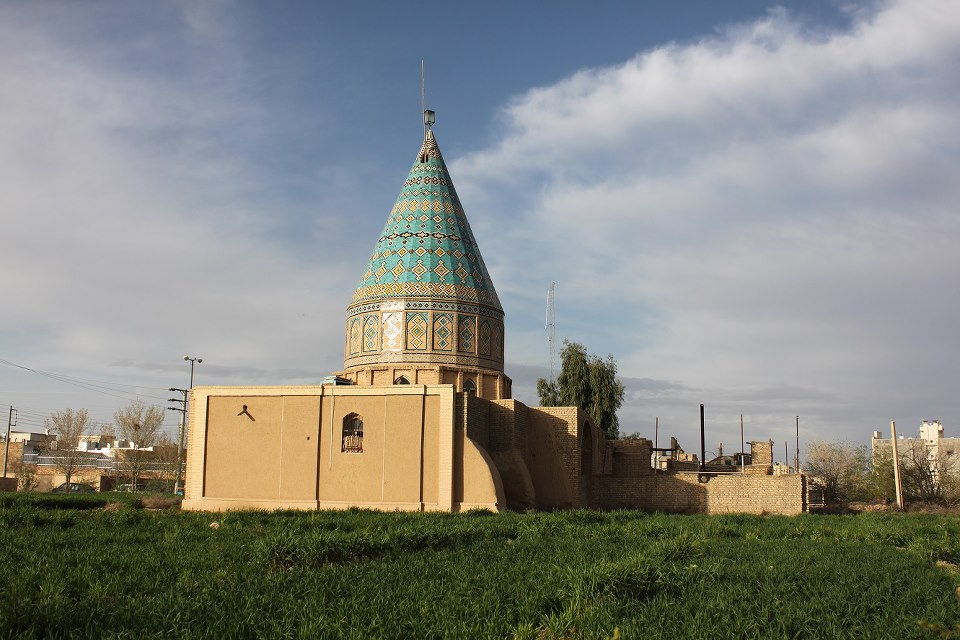
Tomba di Piruz Nahavandi

La tomba "venerata" di Pirūz Nahavandi si trova sulla strada che va da Kashan a Pinne, costruita in un caratteristico stile architettonico dinastico persiano- khwarezmiano dell'XI secolo, costituita da un cortile, un portico e una cupola conica decorati con piastrelle color turchese e soffitti dipinti. La data originale della sua costruzione è sconosciuta, ma nella seconda metà del XIV secolo fu completamente restaurata e una nuova lapide fu posta sulla sua tomba."

## Venerazione degli sciiti
Tra gli sciiti, per l'atto di aver ucciso Umar, Nahavandi acquisì il titolo onorifico di Baba Shujauddin (tradotto approssimativamente come "l'onorevole, coraggioso difensore della religione"). Il giorno dell'assassinio di Umar (9 Rabi 'al-awwal) e la glorificazione di Nahavandi, è ancora celebrato in remoti villaggi iraniani e precedentemente era celebrato nelle principali città iraniane fino a quando le proteste dei paesi arabi non ne portarono al divieto da parte delle autorità. La celebrazione è conosciuta come jashn-e Omar koshi (la celebrazione dell'uccisione di Umar).
Nel 2010, l'Unione internazionale per studiosi musulmani chiese la distruzione della tomba di Nahavandi, una richiesta che non venne ben accolta da alcuni iraniani, essendo stata percepita come un atto specificamente anti-iraniano. Anche l'Università al-Azhar chiese al governo iraniano di demolire il santuario; il problema causò l'interruzione delle relazioni diplomatiche tra l'università e il governo iraniano. Queste richieste vennero fatte perché il santuario era considerato "offensivo e non islamico" dagli studiosi sunniti tradizionalisti. A causa di questa pressione sunnita, il governo iraniano chiuse il santuario nel 2010.  Attualmente è utilizzato come sede della polizia locale.